# Орден Святого Бестселлера, или Выйти в тираж
«Орден Святого Бестселлера, или Выйти в тираж» — фантастический сатирический роман Генри Лайона Олди, впервые опубликованный в 2002 году.

## Сюжет
Герой романа, писатель Влад Снегирь, — преуспевающий автор фэнтезийных боевиков. Он интеллигентен и талантлив, но сознательно занижает планку, чтобы угодить «своей» аудитории. Влад Снегирь находится в жизненном и творческом тупике, став жертвой своей плодовитости, издаваемости и популярности. Ему необходимо писать беспрерывно, в противном случае его создания смешаются с явью и это может привести к хаосу. Грань между реальным и вымышленным миром мало-помалу исчезает, и автор проникает в иллюзорный, сочинённый им самим мир, а там оказывается перед нравственной дилеммой: нужно разменять жизнь собственного персонажа на жизнь реального человека. Пожертвовать персонажем означает предать свои идеалы, сдать авторские позиции, перечеркнуть всё самое дорогое. Моральный конфликт выглядит практически неразрешимым, но авторам всё же удаётся из него выйти. При помощи Бой-Бабы (она же «королева бестселлера» Тамара Польских, когда-то сумевшая «соскочить с тиражной иглы») Снегирю удаётся оборвать процесс…

## Литературные особенности
Роман посвящён одной из главных тем творчества Г. Л. Олди: основное идейно-тематическое содержание «Ордена…» — мастерство писателя и ремесленничество, ответственность автора за свои книги, его жизненная, мировоззренческая, творческая позиция. Олди обнажают перед читателем изнанку ремесла фантаста, беспощадно воспроизводят атмосферу околофантастической тусовки, называющейся фэндомом (чаты с пылкими фэнами, брюзгливые пассажи «профессиональных» критиков), дают возможность читателю с критической оценкой взглянуть на такое явление, как конвент: показан механизм раздачи литературных премий, при котором всё решают приятельские отношения; дружеские попойки; выяснения, кто наиболее издаваемый, увешанный премиями из писателей-фантастов.

## Критика
Как отмечает журналист и критик Сергей Бережной, первые главы книги обещали многое: завязка сулила много литературной игры, присутствовали «роскошные парафразы, мастерские языковые финты, блистательные находки», эпиграфы содержали много юмора. Однако «на середине романа как будто кто-то влез книге в потроха, начал перенастраивать ее в минор, делать „серьёзной“, „проблемной“, „нравственно значимой“, демонстративно забыв, что стык жанров нужно шлифовать особенно аккуратно». Сюжетообразующий конфликт сменяется другим, лёгкий фарс и смешные ситуации в середине романа начинают сменяться трагедией и патетикой, «в итоге вместо трагедии образуется совсем нехитрая мелодрама. К финалу уже совсем ничего не остается от языкового парадокса и лихости мысли», а концовка книги — неуклюжая и невнятная.